# Twin Bridges (Montana)
Twin Bridges é uma cidade  localizada no estado americano de Montana, no Condado de Madison.

## Demografia
Segundo o censo americano de 2000, a sua população era de 400 habitantes.
Em 2006, foi estimada uma população de 424, um aumento de 24 (6.0%).

## Geografia
De acordo com o United States Census Bureau tem uma área de
2,5 km², dos quais 2,5 km² cobertos por terra e 0,0 km² cobertos por água. Twin Bridges localiza-se a aproximadamente 1410 m acima do nível do mar.

## Localidades na vizinhança
O diagrama seguinte representa as localidades num raio de 44 km ao redor de Twin Bridges.